# Саміулла Хан (хокеїст на траві)
Саміулла Хан (6 вересня 1951) — пакистанський хокеїст на траві.
Бронзовий призер Олімпійських Ігор 1976 року.
Переможець Азійських ігор 1974, 1978, 1982 років.
Чемпіон світу 1978, 1982 років, срібний призер 1975 року.
Переможець Трофею чемпіонів 1980 року.
Племінник олімпійського чемпіона з хокею на траві Мотіулли Хана, брат олімпійського чемпіона з хокею на траві Калімулли Хана.